# Гицба, Шалва Чифович
Шалва Чифович Гицба (3 апреля 1936, с. Дурипш, Гудаутский р-н, Абхазская АССР — 24 декабря 2024) — советский и абхазский актёр, режиссёр. С 1985 года — режиссёр Абхазского государственного молодёжного театра; Народный артист Абхазской АССР (1984).

## Биография
В 1956 году по окончании средней школы поступил в Тбилисский театральный институт им. Ш. Руставели на актёрский факультет (педагоги — Акакий Хорава, Акакий Пагава). После завершения учёбы в институте с 1960 года работал ведущим актёром Абхазского драматического театра им. С. Чанбы.
В 1974 году Гицба основал и руководил драмкружком при Дворце культуры работников торговли и потребкооперации в Сухуме. В 1985 году коллективу было присвоено звание «Абхазский народный театр». Позднее театру был присвоен статус государственного, но из-за гибели основного состава актёров во время грузино-абхазского конфликта театр распался. В 2001 году приглашён в Ткуарчалский государственный театра комедии на должность директора и художественного руководителя. В качестве режиссёра поставил спектакли, принятые зрителями с большим воодушевлением.
Умер 24 декабря 2024 года в возрасте 88 лет.

## Семья
жена — Дзкуа Раиса Игнатьевна
дочь — Гицба Аида Шалвовна, биофизик
дочь — Гицба Асида Шалвовна, полиграфист, инженер-технолог
дочь — Гицба Алиса Шалвовна, сопрано, заслуженная артистка РФ (2004), народная артистка Республики Абхазия (2007), солистка Московского музыкального театра Геликон-опера (1992).

## Роли в театре
- Квариани («Роковое молчание» В. Нинидзе, 1960), («Данакай» М.Лакрба, 1960)
- Максма («Ясное небо» Ш. Басариа, 1961),
- Тач («Вновь цветет» Г. Гублиа, 1962),
- Чубуков («Предложение» А. Чехова, 1962),
- Улибло («Иван-абхазец» М. Чамагуа, 1963),
- Жених («Кровавая свадьба» Г. Лорки, 1964),
- Гайден («Совесть» Д. Павловой, 1965),
- Агноста («Эзоп» Г. Фигейредо, 1966),
- Матти («Господин Пунтила и его слуга Матти» Б. Брехта, 1967),
- Лев («Дочь Ажвейпшаа» Р. Джопуа, 1967),
- Батал («Перед восходом солнца» Г. Габуниа, 1967),
- Осман («Горянка» Р. Гамзатова, 1968),
- Бернарди («Мари-Октябрь» Ж. Робера, 1970),
- Марытхуа («Песнь о скале» Б. Шинкуба, 1971),
- Сейдык («Аламыс» А. Мукба, 1971),
- Абас («Шаги» Р. Джопуа, 1971),
- Поза («Дон Карлос» Ф. Шиллера, 1971),
- Батал («Сейдык» А. Аргун, М. Мархолиа, 1972),
- Лукаш («Лесная песня» Л. Украинки, 1973),
- Князь («Дело» А. Сухово-Кобылина, 1975),
- Китча ("Трамвай «Желание» Т. Уильямса, 1975),
- Чанта («А там — как хотите» Б. Шинкуба, 1977),
- Шевкет («Когда все двери открыты» А. Мукба, 1979),
- Пикалюта («Эмигрант из Брисбена» Ж. Шехаде, 1980),
- Тигр («Переполох в лесу» Р. Джопуа, 1980),
- Фамусов («Горе от ума» А. Грибоедова, 1981),
- Коломийцев («Последние» М. Горького, 1982),
- Массовский («Проблеск» Р. Джопуа, 1983),
- Мачагуа («Похищение луны» К. Гамсахурдия, 1983),
- Герцог Корнуэльский («Король Лир» У. Шекспира, 1984),
- Меженин («Берег» Ю. Бондарева, 1985),
- Мурад («Похожий на льва» Р. Ибрагимбекова, 1986),
- Керантух («Последний из ушедших» Б. Шинкуба, 1986),
- Саламакуа («Царь Леон I» А. Агрба, 1987),
- Бигуаа («Четвертое марта» Ш. Аджинджала, 1987),
- Липид («Юлий Цезарь» У. Шекспира, 1989)

## Фильмография
- 1969 — Время счастливых находок — милиционер
- 1972 — Жизнь и удивительные приключения Робинзона Крузо
- 1975 — У самого Чёрного моря — Родриго, маркиз ди Поза
- 1977 — В ночь на новолуние
- 1982 — Колокол священной кузни
- 1989 — Созвездие Козлотура
- 1992 — Колчерукий
- 2003 — Да поможет нам Бог!
- 2013 — Абхазская сказка

## Театральные постановки
- «Призраки» Д. Гулиа
- «Требуется лжец» Д. Псафас
- «Инапха Кягуа» М. Кове
- «Келешбей» А. Мукба
- «В день Пасхи» М. Мархолиа, Л.Арнаут

## Признание и награды
- Народный артист Абхазской АССР (1984)
- кавалер ордена Ахьӡ-Апша/ Честь и Слава II степени (2016)